# Isole Schouten (Indonesia)
Le Isole Schouten (note anche come Isole Biak o Isole Geelvink) è un gruppo di isole della Nuova Guinea Occidentale, Indonesia.

## Geografia
L'arcipelago, situato nella baia di Cenderawasih, prende il nome dal navigatore olandese Willem Schouten che le scoprì nel 1862.
È composto da tre isole principali, Biak, Supiori e Numfor, e diversi isolotti minori, tra cui Num e Owi.
Il clima è tropicale umido. Le isole principali sono ricoperte da foreste tropicali umide a foglia larga e circondate dalla barriera corallina. Il centro principale è Biak, sull'omonima isola. Sono tra le aree più popolate della Nuova Guinea. Amministrativamente sono suddivise nelle Reggenze di Biak-Numfor e di Supiori.